# Lista över fornlämningar i Gotlands kommun (Vallstena)
Lista över fornlämningar i Gotlands kommun (Vallstena) är en förteckning av ett urval av de fornlämningar som finns i Vallstena i Gotlands kommun.
| Namn                       | Lämningstyp                      | Tillkomsttid | Historisk indelning | Plats | Läge                 | ID-nr          | Bild                                      |
| -------------------------- | -------------------------------- | ------------ | ------------------- | ----- | -------------------- | -------------- | ----------------------------------------- |
| Vallstena 3:1              | Stenkrets                        |              | Vallstena, Gotland  |       | 57.634941, 18.725072 | 10097300030001 | Ladda upp en bild av detta fornminne      |
| Vallstena 3:2              | Stensättning                     |              | Vallstena, Gotland  |       | 57.634989, 18.725155 | 10097300030002 | Ladda upp en bild av detta fornminne      |
| Vallstena 4:1              | Stensättning                     |              | Vallstena, Gotland  |       | 57.628399, 18.725775 | 10097300040001 | Ladda upp en bild av detta fornminne      |
| Vallstena 4:2              | Grav markerad av sten/block      |              | Vallstena, Gotland  |       | 57.628395, 18.725959 | 10097300040002 | Ladda upp en bild av detta fornminne      |
| Vallstena 4:3              | Grav markerad av sten/block      |              | Vallstena, Gotland  |       | 57.628113, 18.725899 | 10097300040003 | Ladda upp en bild av detta fornminne      |
| Vallstena 4:4              | Grav markerad av sten/block      |              | Vallstena, Gotland  |       | 57.628113, 18.725899 | 10097300040004 | Ladda upp en bild av detta fornminne      |
| Vallstena 4:5              | Grav markerad av sten/block      |              | Vallstena, Gotland  |       | 57.628113, 18.725899 | 10097300040005 | Ladda upp en bild av detta fornminne      |
| Vallstena 4:6              | Stensättning                     |              | Vallstena, Gotland  |       | 57.628059, 18.725896 | 10097300040006 | Ladda upp en bild av detta fornminne      |
| Vallstena 5:1              | Röse                             |              | Vallstena, Gotland  |       | 57.634327, 18.712860 | 10097300050001 | Ladda upp en bild av detta fornminne      |
| Vallstena 19:1             | Stenkrets                        |              | Vallstena, Gotland  |       | 57.593558, 18.634701 | 10097300190001 | Ladda upp en bild av detta fornminne      |
| Vallstena 19:2             | Grav markerad av sten/block      |              | Vallstena, Gotland  |       | 57.593475, 18.634497 | 10097300190002 | Ladda upp en bild av detta fornminne      |
| Vallstena 19:3             | Grav markerad av sten/block      |              | Vallstena, Gotland  |       | 57.593400, 18.634643 | 10097300190003 | Ladda upp en bild av detta fornminne      |
| Vallstena 20:1             | Stensättning                     |              | Vallstena, Gotland  |       | 57.596030, 18.628884 | 10097300200001 | Ladda upp en bild av detta fornminne      |
| Vallstena 20:2             | Stensättning                     |              | Vallstena, Gotland  |       | 57.595860, 18.628741 | 10097300200002 | Ladda upp en bild av detta fornminne      |
| Vallstena 20:3             | Stensättning                     |              | Vallstena, Gotland  |       | 57.595777, 18.628541 | 10097300200003 | Ladda upp en bild av detta fornminne      |
| Vallstena 35:1             | Stensättning                     |              | Vallstena, Gotland  |       | 57.605293, 18.619651 | 10097300350001 | Ladda upp en bild av detta fornminne      |
| Vallstena 37:1             | Stensättning                     |              | Vallstena, Gotland  |       | 57.603949, 18.659470 | 10097300370001 | Ladda upp en bild av detta fornminne      |
| Vallstena 38:1             | Grav markerad av sten/block      |              | Vallstena, Gotland  |       | 57.604207, 18.662316 | 10097300380001 | Ladda upp en bild av detta fornminne      |
| Vallstena 40:1             | Husgrund, förhistorisk/medeltida |              | Vallstena, Gotland  |       | 57.605404, 18.664374 | 10097300400001 | Ladda upp en bild av detta fornminne      |
| Vallstena 45:1             | Husgrund, förhistorisk/medeltida |              | Vallstena, Gotland  |       | 57.599354, 18.662234 | 11000000002821 | Ladda upp en bild av detta fornminne      |
| Vallstena 45:3             | Husgrund, förhistorisk/medeltida |              | Vallstena, Gotland  |       | 57.599379, 18.662603 | 11000000002822 | Ladda upp en bild av detta fornminne      |
| Vallstena 45:4             | Husgrund, förhistorisk/medeltida |              | Vallstena, Gotland  |       | 57.599012, 18.662694 | 11000000002823 | Ladda upp en bild av detta fornminne      |
| Vallstena 45:5             | Stensättning                     |              | Vallstena, Gotland  |       | 57.598975, 18.663095 | 10097300450005 | Ladda upp en bild av detta fornminne      |
| Vallstena 45:6             | Stensättning                     |              | Vallstena, Gotland  |       | 57.598865, 18.663008 | 10097300450006 | Ladda upp en bild av detta fornminne      |
| Vallstena 49:1             | Stensättning                     |              | Vallstena, Gotland  |       | 57.600060, 18.662300 | 10097300490001 | Ladda upp en bild av detta fornminne      |
| Vallstena 49:2             | Stensättning                     |              | Vallstena, Gotland  |       | 57.599896, 18.662816 | 10097300490002 | Ladda upp en bild av detta fornminne      |
| Vallstena 49:3             | Grav markerad av sten/block      |              | Vallstena, Gotland  |       | 57.599874, 18.662701 | 10097300490003 | Ladda upp en bild av detta fornminne      |
| Vallstena 49:4             | Stensättning                     |              | Vallstena, Gotland  |       | 57.599772, 18.663027 | 10097300490004 | Ladda upp en bild av detta fornminne      |
| Vallstena 49:5             | Stensättning                     |              | Vallstena, Gotland  |       | 57.599753, 18.663286 | 10097300490005 | Ladda upp en bild av detta fornminne      |
| Vallstena 53:1             | Husgrund, förhistorisk/medeltida |              | Vallstena, Gotland  |       | 57.609472, 18.642914 | 11000000002826 | Ladda upp en bild av detta fornminne      |
| Vallstena 53:2             | Husgrund, förhistorisk/medeltida |              | Vallstena, Gotland  |       | 57.609403, 18.643096 | 11000000002827 | Ladda upp en bild av detta fornminne      |
| Vallstena 54:1             | Husgrund, förhistorisk/medeltida |              | Vallstena, Gotland  |       | 57.609436, 18.644568 | 10097300540001 | Ladda upp en till bild av detta fornminne |
| Vallstena 56:2             | Husgrund, förhistorisk/medeltida |              | Vallstena, Gotland  |       | 57.608423, 18.644220 | 11000000002829 | Ladda upp en bild av detta fornminne      |
| Vallstena 57:1             | Husgrund, förhistorisk/medeltida |              | Vallstena, Gotland  |       | 57.609297, 18.648868 | 10097300570001 | Ladda upp en till bild av detta fornminne |
| Vallstena 58:1             | Husgrund, förhistorisk/medeltida |              | Vallstena, Gotland  |       | 57.609090, 18.651455 | 11000000002832 | Ladda upp en bild av detta fornminne      |
| Vallstena 58:2             | Husgrund, förhistorisk/medeltida |              | Vallstena, Gotland  |       | 57.609001, 18.651143 | 11000000002833 | Ladda upp en bild av detta fornminne      |
| Vallstena 58:3             | Husgrund, förhistorisk/medeltida |              | Vallstena, Gotland  |       | 57.608767, 18.651378 | 11000000002834 | Ladda upp en bild av detta fornminne      |
| Vallstena 58:4             | Husgrund, förhistorisk/medeltida |              | Vallstena, Gotland  |       | 57.608756, 18.652228 | 11000000002835 | Ladda upp en bild av detta fornminne      |
| Vallstena 58:5             | Husgrund, förhistorisk/medeltida |              | Vallstena, Gotland  |       | 57.608570, 18.651780 | 11000000002836 | Ladda upp en bild av detta fornminne      |
| Vallstena 61:1             | Röse                             |              | Vallstena, Gotland  |       | 57.611204, 18.656697 | 10097300610001 | Ladda upp en bild av detta fornminne      |
| Vallstena 61:2             | Röse                             |              | Vallstena, Gotland  |       | 57.611190, 18.657029 | 10097300610002 | Ladda upp en bild av detta fornminne      |
| Vallstena 61:3             | Röse                             |              | Vallstena, Gotland  |       | 57.611062, 18.657414 | 10097300610003 | Ladda upp en bild av detta fornminne      |
| Vallstena 61:4             | Stensättning                     |              | Vallstena, Gotland  |       | 57.610863, 18.657460 | 10097300610004 | Ladda upp en bild av detta fornminne      |
| Vallstena 63:1             | Stensättning                     |              | Vallstena, Gotland  |       | 57.610146, 18.657503 | 10097300630001 | Ladda upp en bild av detta fornminne      |
| Vallstena 63:2             | Stensättning                     |              | Vallstena, Gotland  |       | 57.610010, 18.657073 | 10097300630002 | Ladda upp en bild av detta fornminne      |
| Vallstena 64:1             | Röse                             |              | Vallstena, Gotland  |       | 57.609390, 18.657555 | 10097300640001 | Ladda upp en bild av detta fornminne      |
| Vallstena 64:2             | Röse                             |              | Vallstena, Gotland  |       | 57.609357, 18.658132 | 10097300640002 | Ladda upp en bild av detta fornminne      |
| Vallstena 65:1             | Husgrund, förhistorisk/medeltida |              | Vallstena, Gotland  |       | 57.608369, 18.658243 | 10097300650001 | Ladda upp en bild av detta fornminne      |
| Vallstena 68:1             | Husgrund, förhistorisk/medeltida |              | Vallstena, Gotland  |       | 57.594278, 18.656450 | 10097300680001 | Ladda upp en bild av detta fornminne      |
| Vallstena 69:1             | Grav markerad av sten/block      |              | Vallstena, Gotland  |       | 57.592760, 18.657636 | 10097300690001 | Ladda upp en bild av detta fornminne      |
| Vallstena 69:2             | Grav markerad av sten/block      |              | Vallstena, Gotland  |       | 57.592524, 18.658172 | 10097300690002 | Ladda upp en bild av detta fornminne      |
| Vallstena 69:3             | Grav markerad av sten/block      |              | Vallstena, Gotland  |       | 57.592152, 18.658940 | 10097300690003 | Ladda upp en bild av detta fornminne      |
| Vallstena 70:1             | Gravfält                         |              | Vallstena, Gotland  |       | 57.601711, 18.665582 | 10097300700001 | Ladda upp en bild av detta fornminne      |
| Vallstena 71:1             | Stenkrets                        |              | Vallstena, Gotland  |       | 57.596302, 18.664676 | 10097300710001 | Ladda upp en bild av detta fornminne      |
| Vallstena 71:2             | Stenkrets                        |              | Vallstena, Gotland  |       | 57.595967, 18.664687 | 10097300710002 | Ladda upp en bild av detta fornminne      |
| Vallstena 71:3             | Stensättning                     |              | Vallstena, Gotland  |       | 57.595796, 18.664898 | 10097300710003 | Ladda upp en bild av detta fornminne      |
| Vallstena 72:1             | Gravfält                         |              | Vallstena, Gotland  |       | 57.590833, 18.658159 | 10097300720001 | Ladda upp en bild av detta fornminne      |
| Vallstena 74:1             | Gravfält                         |              | Vallstena, Gotland  |       | 57.598030, 18.648262 | 10097300740001 | Ladda upp en bild av detta fornminne      |
| Vallstena 75:1             | Röse                             |              | Vallstena, Gotland  |       | 57.614275, 18.650999 | 10097300750001 | Ladda upp en bild av detta fornminne      |
| Vallstena 77:1             | Röse                             |              | Vallstena, Gotland  |       | 57.618488, 18.659646 | 10097300770001 | Ladda upp en bild av detta fornminne      |
| Vallstena 77:2             | Röse                             |              | Vallstena, Gotland  |       | 57.618273, 18.659349 | 10097300770002 | Ladda upp en bild av detta fornminne      |
| Vallstena 78:1             | Röse                             |              | Vallstena, Gotland  |       | 57.619715, 18.660445 | 10097300780001 | Ladda upp en bild av detta fornminne      |
| Vallstena 78:2             | Röse                             |              | Vallstena, Gotland  |       | 57.619460, 18.660282 | 10097300780002 | Ladda upp en bild av detta fornminne      |
| Vallstena 79:1             | Hällristning                     |              | Vallstena, Gotland  |       | 57.613631, 18.649950 | 11100000001327 | Ladda upp en bild av detta fornminne      |
| Vallstena 80:1             | Gravfält                         |              | Vallstena, Gotland  |       | 57.617336, 18.662069 | 10097300800001 | Ladda upp en bild av detta fornminne      |
| Vallstena 80:2             | Röse                             |              | Vallstena, Gotland  |       | 57.616802, 18.662171 | 10097300800002 | Ladda upp en bild av detta fornminne      |
| Vallstena 81:1             | Gravfält                         |              | Vallstena, Gotland  |       | 57.613212, 18.663451 | 10097300810001 | Ladda upp en bild av detta fornminne      |
| Vallstena 82:1             | Gravfält                         |              | Vallstena, Gotland  |       | 57.626334, 18.655141 | 10097300820001 | Ladda upp en bild av detta fornminne      |
| Vallstena 83:1             | Röse                             |              | Vallstena, Gotland  |       | 57.622864, 18.655473 | 10097300830001 | Ladda upp en bild av detta fornminne      |
| Vallstena 83:2             | Stensättning                     |              | Vallstena, Gotland  |       | 57.622835, 18.655749 | 10097300830002 | Ladda upp en bild av detta fornminne      |
| Vallstena 84:1             | Röse                             |              | Vallstena, Gotland  |       | 57.613288, 18.658290 | 10097300840001 | Ladda upp en bild av detta fornminne      |
| Vallstena 84:2             | Stensättning                     |              | Vallstena, Gotland  |       | 57.613012, 18.658217 | 10097300840002 | Ladda upp en bild av detta fornminne      |
| Vallstena 85:1             | Gravfält                         |              | Vallstena, Gotland  |       | 57.615612, 18.664241 | 10097300850001 | Ladda upp en bild av detta fornminne      |
| Vallstena 86:1             | Röse                             |              | Vallstena, Gotland  |       | 57.616864, 18.672211 | 10097300860001 | Ladda upp en bild av detta fornminne      |
| Vallstena 86:2             | Stensättning                     |              | Vallstena, Gotland  |       | 57.616771, 18.672242 | 10097300860002 | Ladda upp en bild av detta fornminne      |
| Vallstena 87:1             | Gravfält                         |              | Vallstena, Gotland  |       | 57.605597, 18.635980 | 10097300870001 | Ladda upp en bild av detta fornminne      |
| Vallstena 89:1             | Stensättning                     |              | Vallstena, Gotland  |       | 57.619118, 18.694931 | 10097300890001 | Ladda upp en bild av detta fornminne      |
| Vallstena 89:2             | Stenkrets                        |              | Vallstena, Gotland  |       | 57.618896, 18.694992 | 10097300890002 | Ladda upp en bild av detta fornminne      |
| Vallstena 90:1             | Gravfält                         |              | Vallstena, Gotland  |       | 57.619725, 18.699098 | 10097300900001 | Ladda upp en bild av detta fornminne      |
| Vallstena 92:1             | Röse                             |              | Vallstena, Gotland  |       | 57.622355, 18.702612 | 10097300920001 | Ladda upp en bild av detta fornminne      |
| Vallstena 93:1             | Gravfält                         |              | Vallstena, Gotland  |       | 57.625771, 18.706831 | 10097300930001 | Ladda upp en bild av detta fornminne      |
| Vallstena 94:1             | Gravfält                         |              | Vallstena, Gotland  |       | 57.624678, 18.710432 | 10097300940001 | Ladda upp en bild av detta fornminne      |
| Vallstena 95:1             | Röse                             |              | Vallstena, Gotland  |       | 57.624547, 18.711754 | 10097300950001 | Ladda upp en bild av detta fornminne      |
| Vallstena 95:2             | Grav markerad av sten/block      |              | Vallstena, Gotland  |       | 57.624564, 18.712261 | 10097300950002 | Ladda upp en bild av detta fornminne      |
| Vallstena 95:3             | Grav markerad av sten/block      |              | Vallstena, Gotland  |       | 57.624549, 18.712394 | 10097300950003 | Ladda upp en bild av detta fornminne      |
| Vallstena 96:1             | Gravfält                         |              | Vallstena, Gotland  |       | 57.627243, 18.706167 | 10097300960001 | Ladda upp en bild av detta fornminne      |
| Vallstena 98:1             | Stensättning                     |              | Vallstena, Gotland  |       | 57.605048, 18.666110 | 10097300980001 | Ladda upp en bild av detta fornminne      |
| Vallstena 98:2             | Stensättning                     |              | Vallstena, Gotland  |       | 57.605116, 18.666597 | 10097300980002 | Ladda upp en bild av detta fornminne      |
| Vallstena 98:4             | Hög                              |              | Vallstena, Gotland  |       | 57.604602, 18.666313 | 10097300980004 | Ladda upp en bild av detta fornminne      |
| Vallstena 100:1            | Stensättning                     |              | Vallstena, Gotland  |       | 57.601199, 18.669409 | 10097301000001 | Ladda upp en bild av detta fornminne      |
| Vallstena 100:2            | Röse                             |              | Vallstena, Gotland  |       | 57.601068, 18.669633 | 10097301000002 | Ladda upp en bild av detta fornminne      |
| Vallstena 101:1            | Stensättning                     |              | Vallstena, Gotland  |       | 57.599416, 18.668280 | 10097301010001 | Ladda upp en bild av detta fornminne      |
| Vallstena 101:2            | Stensättning                     |              | Vallstena, Gotland  |       | 57.599312, 18.668233 | 10097301010002 | Ladda upp en bild av detta fornminne      |
| Vallstena 102:1            | Stenkrets                        |              | Vallstena, Gotland  |       | 57.600691, 18.668107 | 10097301020001 | Ladda upp en bild av detta fornminne      |
| Vallstena 102:2            | Stensättning                     |              | Vallstena, Gotland  |       | 57.600309, 18.668312 | 10097301020002 | Ladda upp en bild av detta fornminne      |
| Vallstena 103:1            | Gravfält                         |              | Vallstena, Gotland  |       | 57.610302, 18.674271 | 10097301030001 | Ladda upp en bild av detta fornminne      |
| Vallstena 105:1            | Stensättning                     |              | Vallstena, Gotland  |       | 57.607141, 18.668162 | 10097301050001 | Ladda upp en bild av detta fornminne      |
| Vallstena 105:2            | Stensättning                     |              | Vallstena, Gotland  |       | 57.606951, 18.668140 | 10097301050002 | Ladda upp en bild av detta fornminne      |
| Vallstena 105:3            | Stensättning                     |              | Vallstena, Gotland  |       | 57.606864, 18.667980 | 10097301050003 | Ladda upp en bild av detta fornminne      |
| Vallstena 105:4            | Stensättning                     |              | Vallstena, Gotland  |       | 57.606714, 18.668010 | 10097301050004 | Ladda upp en bild av detta fornminne      |
| Vallstena 106:1            | Röse                             |              | Vallstena, Gotland  |       | 57.608178, 18.666119 | 10097301060001 | Ladda upp en bild av detta fornminne      |
| Vallstena 106:2            | Röse                             |              | Vallstena, Gotland  |       | 57.607985, 18.666356 | 10097301060002 | Ladda upp en bild av detta fornminne      |
| Vallstena 106:3            | Stensättning                     |              | Vallstena, Gotland  |       | 57.607895, 18.666502 | 10097301060003 | Ladda upp en bild av detta fornminne      |
| Vallstena 107:1            | Stensättning                     |              | Vallstena, Gotland  |       | 57.626817, 18.719489 | 10097301070001 | Ladda upp en bild av detta fornminne      |
| Vallstena 111:1            | Hällristning                     |              | Vallstena, Gotland  |       | 57.591492, 18.638744 | 11100000001343 | Ladda upp en bild av detta fornminne      |
| Vallstena 112:1            | Stensättning                     |              | Vallstena, Gotland  |       | 57.611683, 18.677679 | 10097301120001 | Ladda upp en bild av detta fornminne      |
| Vallstena 113:1            | Stensättning                     |              | Vallstena, Gotland  |       | 57.612737, 18.678153 | 10097301130001 | Ladda upp en bild av detta fornminne      |
| Vallstena 113:2            | Stensättning                     |              | Vallstena, Gotland  |       | 57.612675, 18.678337 | 10097301130002 | Ladda upp en bild av detta fornminne      |
| Vallstena 113:3            | Röse                             |              | Vallstena, Gotland  |       | 57.612583, 18.678512 | 10097301130003 | Ladda upp en bild av detta fornminne      |
| Vallstena 114:1            | Röse                             |              | Vallstena, Gotland  |       | 57.615342, 18.684036 | 10097301140001 | Ladda upp en bild av detta fornminne      |
| Vallstena 114:2            | Röse                             |              | Vallstena, Gotland  |       | 57.615072, 18.684034 | 10097301140002 | Ladda upp en bild av detta fornminne      |
| Vallstena 116:1            | Stensättning                     |              | Vallstena, Gotland  |       | 57.611536, 18.637684 | 10097301160001 | Ladda upp en bild av detta fornminne      |
| Vallstena 117:1            | Stensättning                     |              | Vallstena, Gotland  |       | 57.613828, 18.625828 | 10097301170001 | Ladda upp en bild av detta fornminne      |
| Vallstena 117:2            | Stensättning                     |              | Vallstena, Gotland  |       | 57.613865, 18.625472 | 10097301170002 | Ladda upp en bild av detta fornminne      |
| Vallstena 118:1            | Husgrund, förhistorisk/medeltida |              | Vallstena, Gotland  |       | 57.618186, 18.605101 | 10097301180001 | Ladda upp en bild av detta fornminne      |
| Vallstena 118:2            | Husgrund, förhistorisk/medeltida |              | Vallstena, Gotland  |       | 57.617801, 18.604874 | 10097301180002 | Ladda upp en till bild av detta fornminne |
| Vallstena 119:1            | Grav- och boplatsområde          |              | Vallstena, Gotland  |       | 57.620479, 18.619877 | 10097301190001 | Ladda upp en bild av detta fornminne      |
| Vallstena 123:1            | Stensättning                     |              | Vallstena, Gotland  |       | 57.622171, 18.632538 | 10097301230001 | Ladda upp en bild av detta fornminne      |
| Vallstena 124:1            | Grav- och boplatsområde          |              | Vallstena, Gotland  |       | 57.623214, 18.631443 | 10097301240001 | Ladda upp en bild av detta fornminne      |
| Vallstena 125:1            | Stensättning                     |              | Vallstena, Gotland  |       | 57.623573, 18.642340 | 10097301250001 | Ladda upp en bild av detta fornminne      |
| Vallstena 126:1            | Röse                             |              | Vallstena, Gotland  |       | 57.616089, 18.671755 | 10097301260001 | Ladda upp en bild av detta fornminne      |
| Vallstena 127:1            | Stensättning                     |              | Vallstena, Gotland  |       | 57.633624, 18.647504 | 10097301270001 | Ladda upp en bild av detta fornminne      |
| Vallstena 130:1            | Stensättning                     |              | Vallstena, Gotland  |       | 57.626938, 18.638143 | 10097301300001 | Ladda upp en bild av detta fornminne      |
| Vallstena 131:1            | Husgrund, förhistorisk/medeltida |              | Vallstena, Gotland  |       | 57.608330, 18.640125 | 10097301310001 | Ladda upp en bild av detta fornminne      |
| Vallstena 132:1            | Gravfält                         |              | Vallstena, Gotland  |       | 57.594292, 18.667312 | 10097301320001 | Ladda upp en bild av detta fornminne      |
| Vallstena 133:1            | Stenkrets                        |              | Vallstena, Gotland  |       | 57.595448, 18.637854 | 10097301330001 | Ladda upp en bild av detta fornminne      |
| Vallstena 134:1            | Stenkrets                        |              | Vallstena, Gotland  |       | 57.592227, 18.657544 | 10097301340001 | Ladda upp en bild av detta fornminne      |
| Vallstena 135:1            | Grav markerad av sten/block      |              | Vallstena, Gotland  |       | 57.588567, 18.668073 | 10097301350001 | Ladda upp en bild av detta fornminne      |
| Vallstena 135:3            | Grav markerad av sten/block      |              | Vallstena, Gotland  |       | 57.587724, 18.668319 | 10097301350003 | Ladda upp en till bild av detta fornminne |
| Vallstena 135:4            | Hög                              |              | Vallstena, Gotland  |       | 57.587867, 18.668297 | 10097301350004 | Ladda upp en bild av detta fornminne      |
| Vallstena 136:1            | Röse                             |              | Vallstena, Gotland  |       | 57.618480, 18.661552 | 10097301360001 | Ladda upp en bild av detta fornminne      |
| Vallstena 137:1            | Gravfält                         |              | Vallstena, Gotland  |       | 57.619471, 18.661694 | 10097301370001 | Ladda upp en bild av detta fornminne      |
| Vallstena 139:1            | Gravfält                         |              | Vallstena, Gotland  |       | 57.617917, 18.674247 | 10097301390001 | Ladda upp en bild av detta fornminne      |
| Vallstena 140:1            | Röse                             |              | Vallstena, Gotland  |       | 57.621139, 18.677100 | 10097301400001 | Ladda upp en bild av detta fornminne      |
| Vallstena 141:1            | Stensättning                     |              | Vallstena, Gotland  |       | 57.621506, 18.681455 | 10097301410001 | Ladda upp en bild av detta fornminne      |
| Vallstena 142:1            | Stensättning                     |              | Vallstena, Gotland  |       | 57.614901, 18.678941 | 10097301420001 | Ladda upp en bild av detta fornminne      |
| Vallstena 145:1            | Röse                             |              | Vallstena, Gotland  |       | 57.602161, 18.666714 | 10097301450001 | Ladda upp en bild av detta fornminne      |
| Vallstena 148:1            | Stensättning                     |              | Vallstena, Gotland  |       | 57.608304, 18.638482 | 10097301480001 | Ladda upp en bild av detta fornminne      |
| Vallstena 148:2            | Stensättning                     |              | Vallstena, Gotland  |       | 57.608297, 18.638200 | 10097301480002 | Ladda upp en bild av detta fornminne      |
| Vallstena 148:3            | Stensättning                     |              | Vallstena, Gotland  |       | 57.608233, 18.638286 | 10097301480003 | Ladda upp en bild av detta fornminne      |
| Vallstena 149:1            | Husgrund, förhistorisk/medeltida |              | Vallstena, Gotland  |       | 57.607830, 18.642916 | 10097301490001 | Ladda upp en bild av detta fornminne      |
| Vallstena 149:2            | Husgrund, förhistorisk/medeltida |              | Vallstena, Gotland  |       | 57.607787, 18.642423 | 10097301490002 | Ladda upp en bild av detta fornminne      |
| Vallstena 150:1            | Stensättning                     |              | Vallstena, Gotland  |       | 57.608880, 18.639486 | 10097301500001 | Ladda upp en bild av detta fornminne      |
| Grönhang (Vallstena 151:1) | Hög                              |              | Vallstena, Gotland  |       | 57.590128, 18.653945 | 10097301510001 | Ladda upp en bild av detta fornminne      |
| Vallstena 159:1            | Stensättning                     |              | Vallstena, Gotland  |       | 57.593888, 18.663678 | 10097301590001 | Ladda upp en bild av detta fornminne      |
| Vallstena 159:2            | Stensättning                     |              | Vallstena, Gotland  |       | 57.593795, 18.663490 | 10097301590002 | Ladda upp en bild av detta fornminne      |
| Vallstena 161:1            | Stensättning                     |              | Vallstena, Gotland  |       | 57.595809, 18.651508 | 10097301610001 | Ladda upp en bild av detta fornminne      |
| Vallstena 161:2            | Stensättning                     |              | Vallstena, Gotland  |       | 57.595768, 18.651706 | 10097301610002 | Ladda upp en bild av detta fornminne      |
| Vallstena 165:1            | Stensättning                     |              | Vallstena, Gotland  |       | 57.628357, 18.706870 | 10097301650001 | Ladda upp en bild av detta fornminne      |
| Vallstena 166:1            | Stensättning                     |              | Vallstena, Gotland  |       | 57.630120, 18.705885 | 10097301660001 | Ladda upp en bild av detta fornminne      |
| Vallstena 166:2            | Röse                             |              | Vallstena, Gotland  |       | 57.630066, 18.706605 | 10097301660002 | Ladda upp en bild av detta fornminne      |
| Vallstena 166:4            | Grav markerad av sten/block      |              | Vallstena, Gotland  |       | 57.630457, 18.705955 | 10097301660004 | Ladda upp en bild av detta fornminne      |
| Vallstena 167:1            | Stensättning                     |              | Vallstena, Gotland  |       | 57.629183, 18.705314 | 10097301670001 | Ladda upp en bild av detta fornminne      |
| Vallstena 168:1            | Röse                             |              | Vallstena, Gotland  |       | 57.629398, 18.706993 | 10097301680001 | Ladda upp en bild av detta fornminne      |
| Vallstena 171:1            | Röse                             |              | Vallstena, Gotland  |       | 57.621473, 18.701177 | 10097301710001 | Ladda upp en bild av detta fornminne      |
| Vallstena 171:2            | Stensättning                     |              | Vallstena, Gotland  |       | 57.621574, 18.700960 | 10097301710002 | Ladda upp en bild av detta fornminne      |
| Vallstena 173:1            | Stensättning                     |              | Vallstena, Gotland  |       | 57.615068, 18.696357 | 10097301730001 | Ladda upp en bild av detta fornminne      |
| Vallstena 173:2            | Grav övrig                       |              | Vallstena, Gotland  |       | 57.614880, 18.696322 | 10097301730002 | Ladda upp en bild av detta fornminne      |
| Vallstena 174:1            | Stensättning                     |              | Vallstena, Gotland  |       | 57.616561, 18.695343 | 10097301740001 | Ladda upp en bild av detta fornminne      |
| Vallstena 174:2            | Stensättning                     |              | Vallstena, Gotland  |       | 57.616607, 18.694719 | 10097301740002 | Ladda upp en bild av detta fornminne      |
| Vallstena 175:1            | Röse                             |              | Vallstena, Gotland  |       | 57.610198, 18.684515 | 10097301750001 | Ladda upp en bild av detta fornminne      |
| Vallstena 180:1            | Stensättning                     |              | Vallstena, Gotland  |       | 57.623174, 18.625431 | 10097301800001 | Ladda upp en bild av detta fornminne      |
| Vallstena 181:1            | Stensättning                     |              | Vallstena, Gotland  |       | 57.622680, 18.633854 | 10097301810001 | Ladda upp en bild av detta fornminne      |
| Vallstena 182:1            | Stensättning                     |              | Vallstena, Gotland  |       | 57.633088, 18.683541 | 10097301820001 | Ladda upp en bild av detta fornminne      |
| Vallstena 184:1            | Stensättning                     |              | Vallstena, Gotland  |       | 57.625691, 18.686401 | 10097301840001 | Ladda upp en bild av detta fornminne      |
| Vallstena 184:2            | Stensättning                     |              | Vallstena, Gotland  |       | 57.625426, 18.686322 | 10097301840002 | Ladda upp en bild av detta fornminne      |
| Vallstena 184:3            | Stensättning                     |              | Vallstena, Gotland  |       | 57.625159, 18.686119 | 10097301840003 | Ladda upp en bild av detta fornminne      |
| Vallstena 185:1            | Stensättning                     |              | Vallstena, Gotland  |       | 57.624220, 18.684256 | 10097301850001 | Ladda upp en bild av detta fornminne      |
| Vallstena 186:1            | Stensättning                     |              | Vallstena, Gotland  |       | 57.625847, 18.654164 | 10097301860001 | Ladda upp en bild av detta fornminne      |
| Vallstena 187:1            | Hög                              |              | Vallstena, Gotland  |       | 57.627766, 18.672521 | 10097301870001 | Ladda upp en bild av detta fornminne      |
| Vallstena 188:1            | Stensättning                     |              | Vallstena, Gotland  |       | 57.629793, 18.708741 | 10097301880001 | Ladda upp en bild av detta fornminne      |
| Vallstena 194:1            | Husgrund, förhistorisk/medeltida |              | Vallstena, Gotland  |       | 57.632103, 18.634552 | 10097301940001 | Ladda upp en bild av detta fornminne      |
| Vallstena 200:1            | Stenkrets                        |              | Vallstena, Gotland  |       | 57.624860, 18.715226 | 10097302000001 | Ladda upp en bild av detta fornminne      |
| Vallstena 220:1            | Hällristning                     |              | Vallstena, Gotland  |       | 57.609241, 18.637179 | 11100000001363 | Ladda upp en bild av detta fornminne      |